# Der Club der unsichtbaren Gelehrten
Der Club der unsichtbaren Gelehrten (englischer Titel: Unseen Academicals) ist ein Fantasy-Roman von Terry Pratchett. Es ist der siebenunddreißigste Scheibenwelt-Roman. Der Club der unsichtbaren Gelehrten wurde 2009 publiziert.
Ort der Handlung ist Ankh-Morpork. Der Club der unsichtbaren Gelehrten ist eine Zauberergeschichte, weshalb Mustrum Ridcully, dem Erzkanzler der Unsichtbaren Universität, eine handlungstragende Rolle zufällt. Genauso wichtig aber ist der Protagonist einer neu zu etablierenden Ethnie, Herr Nutt, der Ork. Die beiden sind maßgeblich daran beteiligt, dass die Unsichtbare Universität wieder ein Fußballteam aufbieten kann und deshalb nicht, wegen angedrohter brutaler Finanzkürzungen, dem Hungertod anheimfallen muss. Außer mit Fußball spielt das Buch noch mit etlichen anderen Themen, darunter: Teambuilding, Fashion und Models, Universitätstraditionen, Uni-Rivalitäten und Stereotypen.
Der englische Titel verweist auf die Tradition britischer Fußballmannschaften, ihre Verbindung zu lokalen Bildungseinrichtungen nominell kundzutun, zum Beispiel Hamilton Academical oder Edinburgh Academicals.

## Handlung
Club der unsichtbaren Gelehrten setzt sich aus mehreren ineinander verflochtenen Geschichten zusammen. Die Unsichtbare Universität, ihre vielgeschossige Architektur und ihr vielschichtiges Personal spielen in der Handlung eine zentrale Rolle. Besonders im Fokus steht dabei das Schicksal zweier Paare – Glenda Zuckerbohne und ihre Freundin Juliet Stollop auf der einen, Trevor Likely und Nutt auf der anderen Seite. In Zusammenhang damit handelt die Geschichte von den Zauberern und einem Spiel, das „Tritt-den-Ball“ oder Fußball genannt wird. Die Stadt Ankh-Morpork mit ihren in den verschiedenen Stadtteilen verankerten Fußballvereinen bildet den Handlungsraum, in dem die Spieler und Fans von Die Tollen Schwestern, Alte Freunde Düstergut, Eintracht Pennhügel, Die Wanderer, FC Saustallhügel und dem VfL Unbesonnenheit maßgeblichen Einfluss ausüben.
Die Handlung beginnt im Keller der Unsichtbaren Universität. Hier arbeiten Trevor und Nutt, die als Kerzentropfer für „angemessenes Licht“ in den oberen Etagen zu sorgen haben. Im Keller befindet sich auch die Nachtküche, die unter Glendas Kommando steht. Diese bemüht sich, ihre Freundin und Nachbarin Juliet zu unterstützen. Glenda ist so clever und effizient, wie Juliet schön und geistig etwas unterbelichtet ist. Trevor Likely, der Sohn des berühmten, inzwischen verstorbenen Fußballspielers Dave Likely, der als einziger Mensch jemals vier Tore geschossen hat, verliebt sich unsterblich in Juliet und umgekehrt. Da Juliet und Trevor aus verschiedenen Stadtvierteln stammen, gehören sie allerdings verschiedenen, miteinander verfeindeten Fußballfanclubs an. Dies droht, für Komplikationen zu sorgen.
Nutt, der formal Trevors Untergebener ist, ist zugleich physisch wie psychisch ein Experiment. Er ist noch nicht lange Kerzentropfer und angeblich ein Goblin. Tatsächlich ist er ein Ork, der auf Bitten von Lady Margolotta durch Lord Vetinari in die Stadt und die Universität eingeschleust wurde, um seine Ausbildung abzurunden. Aus historischen Gründen sind Orks überall auf der Scheibenwelt eine unbeliebte Spezies, auf die mit Angst, Entsetzen und Mordgelüsten reagiert wird. Nachdem sie Nutt kennengelernt hat, ist Glenda gewillt, diese spontane Reaktion gründlich zu überprüfen. Dank seiner umfassenden Ausbildung spricht Nutt 16 Sprachen und beherrscht verschiedene Handwerkskünste wie Schmieden, Lederverarbeitung oder Alchimie. Trotzdem zweifelt er wiederholt an seinem Wert und versucht sich selbst durch gute Leistung mehr Wert zu verleihen.
Der regelmäßige Nutzen aus dem Treuhandvermögen der Sodomirs deckt 87,4 % des Nahrungsmittelbudgets der Unsichtbaren Universität – eingedenk der umfassenden kulinarischen Fürsorge, die Lehrkörper und Studenten an diesem Institut zuteilwird, eine gewaltige Summe. Ponder Stibbons, der „Meister der Traditionen“, entdeckt, dass diese Zuwendung an eine Bedingung geknüpft ist. Die Universität muss eine Fußballmannschaft unterhalten und am Spielbetrieb teilnehmen, um die Zuwendung nicht zu verlieren – Grund genug für den Erzkanzler, die Aufstellung einer Mannschaft anzuordnen, obwohl der Patrizier das Spiel in seiner gegenwärtigen Erscheinungsform strikt ablehnt.
In der aktuellen Version des Fußballspiels rennen zwei Mannschaften durch die Gassen der Stadt einer mit Leder gepolsterten Holzkugel hinterher. Sie versuchen, mit einem Schuss den hölzernen Pfahl zu treffen, der das Tor markiert. Es gibt kein Spielfeld, der Freiraum im Gedränge der Zuschauer ist der Spielraum, in dem sich die Mannschaften bewegen müssen. Es fallen extrem selten Tore, dafür sind brutale Ausschreitungen an der Tagesordnung. Nach dem Willen des Patriziers sowie den Wünschen der Zauberer muss sich das ändern. Zufällig finden Archäologen in den Kellern des Königlichen Kunstmuseums eine uralte Urne, die, göttlich sanktioniert, die ursprünglichen Regeln des Fußballs enthält. Einige enthusiastische Veröffentlichungen in den morporkianischen Medien bereiten die Öffentlichkeit auf massive Innovationen des Spielbetriebes vor.
Um die avisierten Änderungen umzusetzen, organisieren sich die Zauberer einen neuen, tatsächlich spielbaren Ball. Aus der Kuriositätenkommode, einem uralten, mysteriösen Artefakt, lassen sie von HEX einen richtigen Fußball auswerfen, den sie in der „Straße der Schlauen Kunsthandwerker“ kopieren lassen, bevor er, wie alle entnommenen Objekte, nach exakt 14 Stunden automatisch in die Kommode zurückkehrt. Nutt wird zum Trainer der neuen Mannschaft und Trevor dient als technisches Vorbild. Trevor hat seiner Mutter zwar geschworen, nie im Leben Fußball zu spielen, das familiäre Erbe lässt sich jedoch nicht verleugnen und schlägt sich in seiner perfekten Beherrschung einer Blechdose nieder. Zusammen schmieden sie aus den technisch versierten Individuen der Unsichtbaren Universität (Zauberer sind per Definition keine Mannschaftsspieler) eine echte Mannschaft.
Indes gehen auch in der Nachtküche bei Glenda und Juliet eigenartige Dinge vor. Juliet erhält einen langen, unwiderstehlichen Liebesbrief von Trevor, den tatsächlich Nutt verfasst hat und den Glenda vorliest und dabei Juliet die langen Wörter erklärt. Um auf andere Gedanken zu kommen, besuchen die beiden ihre erste Modenschau bei Shissa, einem angesagten Zwergendesigner-Modeladen, der das neueste Produkt der Saison vorführt: die Mikrokette. Juliet, die von der Körpergröße gut als hochgewachsene Zwergin durchginge, wird binnen weniger Minuten vom Chefdesigner zum Mikroketten-Model auserkoren. Durch einen angeklebter Bart und ein paar vage Instruktionen steht sie damit zum ersten Mal in ihrem Leben auf einem Laufsteg. Eine einzigartige Karriere für Juliet als "die geheimnisvolle Jewels" zeichnet sich ab, Glenda jedoch misstraut solchen Träumereien.
Kurz vor dem großen Spiel bricht sich bei Nutt die Ork-Natur Bahn. Er war schon immer unnatürlich stark, jetzt entwickelt er einen dazu passenden Körperbau inklusive messerscharfer, ausfahrbarer Klauen. Er wird immer mehr zur unbesiegbaren Kampfmaschine, als die die Orks, in den Dunklen Jahren, durch die Igors geschaffen wurden. Mit Glendas Hilfe stellt er sich der Vergangenheit seiner Spezies und entdeckt, dass Grausamkeit und Brutalität den Orks nicht angeboren sind. Hinter ihnen standen immer die Herrscher mit ihren Peitschen und Schwertern. Das macht es Nutt möglich, weiter in der Stadt um Anerkennung zu ringen.
Der Tag des großen Spiels kommt und die ganze Stadt ist im Hippodrom versammelt. Es stellt sich schnell heraus, dass die Mannschaft der Stadt nur zur Hälfte aus den besten Spielern besteht. Die andere Hälfte bilden die brutalsten Schläger der einzelnen Fangruppen und die haben einen ganz eigene Vorstellung vom Fußball. Einer nach dem anderen werden die Spieler der Unsichtbaren Universität krankenhausreif gefoult. Der Schiedsrichter, der ehemalige Dekan und nun Erzkanzler an der Universität Brazeneck in Pseudopolis, ist überfordert und kann das nicht verhindern. Schließlich sitzt nur noch ein Ersatzspieler auf der Bank der Unsichtbaren Universität: Trevor Likely, der ja geschworen hatte, nie zu spielen. Er wird wortbrüchig und dank seiner überragenden Technik schießt er die Universität zum verdienten Sieg.

## Sonstiges
Übersetzt von Gerald Jung; auch als gekürztes Hörbuch auf CD und ungekürzt als MP3-Download, Sprecher Boris Aljinovic, ISBN 3-8371-0402-8. Spielzeit: 16 Std. 15 Min. (ungekürzt), Anbieter: Random House Audio, Deutschland.
Weiteres Ungekürztes Hörbuch gelesen von Volker Niederfahrenhorst, Spieldauer 19 Std. und 51 Min. ISBN 978-3-8371-6270-7, 2022 Schall & Wahn GmbH. Erschienen 1. Oktober 2022 bei Audible

## Deutsche Ausgabe
- München 2009, ISBN 978-3-442-54673-2.